# Nicolas Andry de Boisregard
Nicolas Andry de Boisregard (ur. 1658 w Lyonie, zm. 13 maja 1742 w Paryżu) – francuski parazytolog, ortopeda i pediatra, a także pisarz.

## Życiorys
Nicolas Andry urodził się w rodzinie biednych kupców. Początkowo, przez dwa lata studiował teologię. W 1690 przyjął nazwisko (Abbé) Andry de Bois-Regard i udał się do Reims, aby studiować medycynę. Uczelnia była częścią ówczesnego wydziału Uniwersytetu Paryskiego do momentu, kiedy to w 1694 Ludwik XIV rozdzielił uczelnie. Po tym Andry (de Boisregard) został zmuszony do powtórzenia egzaminów w Paryżu. Doktorat uzyskał dzięki rozprawie „An in morborum cura, hilaritas in medico, obedientia in aegro”, w luźnym tłumaczeniu: „Związek między wesołością lekarza a posłuszeństwem pacjenta podczas choroby”. Został profesorem nauk humanistycznych w Collège des Grassins, który był częścią dawnego Uniwersytetu Paryskiego. Wkrótce został kierownikiem wydziału medycznego, a 1701 otrzymał nominację profesorską w Collège Royal, obecnie Collège de France i tam był w latach 1717-1741 profesorem katedry medycyny. Andry był trzy razy żonaty. Miał córkę z trzecią żoną.

## Osiągnięcia
Odegrał znaczącą rolę w początkach historii zarówno parazytologii jak i ortopedii. Zasłynął z sukcesów w leczeniu różnych pasożytniczych chorób jelit, dzięki czemu zyskał przydomek „doktor od robaków”. Jego pierwsza książka „De la géneration of the dans le corps de l'homme. De la nature et des especes de cette maladie, les moyens de s'en preserver et de la guerir”, którą opublikował w Paryżu w 1700 dała mu miano ojca parazytologii. W 1741 opublikował książkę dla rodziców: „L'Orthopédie ou l'art de prévenir et de corrig dans les enfants les difformités du corps”, tworząc w ten sposób pojęcie ortopedii. W 1743 książkę przetłumaczono na język angielski pt. „Orthopedia”. Była skierowana bardziej do rodziców niż do lekarzy. Książka przedstawia teorię ludzkiej anatomii, struktury szkieletu i wzrostu. Zawiera też instrukcję, jak prowadzić korekcję deformacji. Andry wyjaśnia w książce, że złożył jej tytuł z dwóch greckich słów, a mianowicie: Orthos – wolny od zniekształceń i Pais – dziecko. Książka ta proponowała różne sposoby korekcji zniekształceń kończyn u dzieci i objaśniała metody zapobiegania skrzywieniom kręgosłupa. Od tytułu książki pochodzi współczesne określenie specjalizacji lekarskiej: ortopedia. Równie istotną rolę co zawartość dzieła Nicolasa Andry, odegrała grawerowana okładka książki „Orthopedia”, przedstawiająca prosty drąg powiązany z krzywym drzewem. Była to metafora korekty deformacji u dzieci. W tamtych czasach przykuwała uwagę do książki, zachęcała do zapoznania się z jej treścią i przyczyniała się do budowania świadomości medycznej rodziców o anatomii ich dzieci. Uproszczona wersja symbolu umieszczonego na okładce książki służy do dzisiaj jako międzynarodowy symbol ortopedii.